# كين فرانس
كين فرانس (بالإنجليزية: Ken France) هو لاعب كرة قدم نيوزيلندي، ولد في 22 فبراير 1941 في إنجلترا في المملكة المتحدة، وتوفي في 30 أغسطس 2019 في كرايستشرش في نيوزيلندا. شارك مع منتخب نيوزيلندا لكرة القدم. أما مع النوادي، فقد لعب مع بولتون واندررز.